# 605 Juvisia
A 605 Juvisia egy a Naprendszer kisbolygói közül, amit Max Wolf fedezett fel 1906. augusztus 27-én. Nevét  Juvisy-sur-Orge-ról kapta, ahol a francia csillagásznak, Camille Flammarionnak, a csillagvizsgálója állt.